# Gudrun Corvinus
Gudrun Corvinus (Estetino, 14 de dezembro de 1931 – Pune, 7 de janeiro de 2006) foi uma geóloga, paleontóloga e arqueóloga alemã. Suas contribuições através de seu trabalho de campo, monólogos acadêmicos e descobertas de escavações arqueológicas são vastas e contribuíram para a continuidade das descobertas científicas. O trabalho de Corvinus ganhou reconhecimento profissional antes de seu trágico assassinato que ocorreu em sua casa em Pune, Índia, em janeiro de 2006.

## Primeiros anos e vida pessoal
Corvinus nasceu em Estetino, até então parte da Alemanha de Weimar, em 1931. Ela passou a maior parte de seus primeiros anos na Alemanha. Quando criança, Corvinus gostava de muitas coisas, incluindo pessoas, culturas, música, viagens e diferentes disciplinas científicas. Ela era conhecida por ser amigável e humilde.
Ao longo de sua vida, Corvinus teve muitos amigos. Depois de se conhecerem em 1975, Corvinus e Ulla (Ursula) Musgnug foram amigos íntimos ao longo de suas vidas. Musgnug também era um antropólogo treinado que trabalhava na Universidade da Cidade do Cabo. Ela morou nos Estados Unidos, Alemanha e África do Sul. Corvinus e Musgnug continuaram bons amigos apesar de suas viagens pelo mundo. Corvinus nomeou Musgnug seu herdeiro legal, portanto, após a morte de Corvinus, Musgnug herdou suas obras, como fotografias, slides e livros. Musgnug doou muitos itens e trabalha com o Sharma Center for Heritage Education na Índia para manter vivo o legado de Gudrun Corvinus.

## Educação e carreira
Corvinus nasceu em Stettin, então parte da Alemanha de Weimar, em 1931. Ela estudou geologia, paleontologia de vertebrados e arqueologia paleolítica na Universidade de Bonn, e completou sua tese de doutorado sobre amonitas jurássicas da França. Seu foco mudou para a arqueologia paleolítica depois de sua tese de doutorado. Posteriormente, ela foi afiliada à Universidade de Tubinga, onde estudou geologia, paleontologia e pré-história.
Depois de se casar com um homem de Pune, Corvinus se interessou pela geologia e pré-história da Índia, que se tornou o foco principal de sua pesquisa associada ao Deccan College. No Deccan College, ela estabeleceu associações e laços fundacionais com vários mentores e colegas. Ela recebeu uma bolsa de pesquisa do Conselho de Pesquisa Científica e Industrial (Nova Delhi) para um projeto intitulado Early Man in India. Corvinus também trabalhou na África, fazendo parte da equipe original da Expedição de Pesquisa Afar com Donald Johnson que descobriu Lucy, um hominídeo feminino pertencente ao Australopithecus afarensis, e outros sítios de hominídeos pré-históricos na Etiópia. Enquanto estava na Etiópia, Corvinus também encontrou artefatos de 2,6 milhões de anos. Corvinus foi a primeira pessoa responsável pela descoberta de sítios paleolíticos que se tornaram uma das evidências arqueológicas mais antigas do mundo, que poucos conhecem.
Gudrun não foi reconhecida imediatamente após seu trabalho e nem sequer foi creditada por sua contribuição na área devido ao fato de que ela tendia a trabalhar sozinha, isto é, muitas pessoas não sabiam que ela fazia parte da Equipe da Expedição de Pesquisa Afar. Corvinus recebeu reconhecimento profissional tardio. Ela deixou o grupo pouco depois da descoberta de Lucy devido a questões políticas na Etiópia e questões sociais dentro do grupo.
Depois de interromper seu trabalho com a Expedição de Pesquisa Afar, Corvinus trabalhou para De Beers como geóloga sênior nas minas de diamantes da Namíbia durante os anos 1970 até 1980. Seu trabalho incluía localizar depósitos de diamantes, bem como sedimentos do Mioceno contendo fósseis ao longo da costa da Namíbia. Foi aqui que ela não apenas encontrou fósseis que datam de 18 milhões de anos atrás, mas também muitos artefatos paleolíticos. Enquanto esteve na Namíbia e na África do Sul, Gudrun trabalhou como geóloga, arqueóloga e até passou algum tempo como guia turística. Depois de descobrir muitas coisas na África, em 1984, Gudrun decidiu se mudar para o Nepal, onde pesquisou por 20 anos nas Cordilheiras Siwalik e conseguiu fazê-la com financiamento da Fundação Alemã de Pesquisa.

## Pesquisa na Índia
Gudrun começou sua carreira científica estudando amonites jurássicos da França, mas depois mudou para a arqueologia paleolítica. Em 1964, Corvinus examinou o sistema de drenagem Pravara na área de Nevasa de Maharashtra através de um projeto multidisciplinar independente. Após uma pesquisa sobre a geomorfologia de todo o Vale do Pravara, sugerida por HD Sankalia, Corvinus encontrou o local da fábrica Archeulian na junção de Chirki com o Pravara, 2 milhas a jusante de Nevasa. Depois de ser financiada pela Fundação Wenner-Gren e pela Deutsche Forschungsgemeinschaft (o Conselho Alemão de Pesquisa), ela decidiu escavar o local, que durou três temporadas de inverno de 1966 a 1969. A longa escavação resultou na revelação de um rico conjunto arqueuliano primitivo em um contexto refinado nas ravinas da área de Chirki. Além disso, um grande número de pedaços de madeira fóssil bem preservados, espécimes faunísticos e troncos de árvores foram encontrados no aluvião. Em 1981, Corvinus publicou sua primeira monografia clássica, “A Survey of the Pravara River System in Western Maharashtra, India”. Sua segunda monografia, “A Survey of the Pravara River System in Western Maharashtra, India” foi publicada em 1983. Isso a torna a primeira a publicar monografias sobre a geologia e arqueologia de um sítio arqueológico em todo o subcontinente indiano. Essas monografias ainda são altamente renomadas e seus dados continuam a ser utilizados no trabalho geológico até hoje.
Em 1985, após seu trabalho em Chirki-on-Neval (Índia), Gudrun Corvinus começou explorações no sopé das colinas de Sivalik, no oeste do Nepal. No período de doze anos (1988-2006), ela foi recompensada com descobertas e descobertas de numerosos sítios paleolíticos e ricas associações faunísticas e florais que vão do Mioceno ao Pleistoceno. A descoberta de uma riqueza inesperada de locais de ocupação do Paleolítico ao Neolítico foi encontrada nos Vales Dun do Distrito Dang-Deokhuri nas Colinas Siwalik, e uma área ao longo do Rio Rato no leste do Nepal. De uma sucessão de arenito perto de Rato Khola, Corvinus descobriu o crânio de planifrons Archidiskodon. Evidências de machado de mão indicam que a ocupação humana pode ser datada pelo menos no final do Pleistoceno Médio. Mais significativamente, sua descoberta dos sítios acheulianos demonstra que, apesar dos materiais escassos, os primeiros hominídeos acheulianos do sul da Ásia foram capazes de atravessar a vasta planície de inundação indo-gangética.

## Assassinato
Em 7 de janeiro de 2006, Corvinus foi descoberta pela polícia de Bund Garden esfaqueada e decapitada em seu apartamento em Pune. Gudrun não era vista desde 30 de dezembro. A polícia foi chamada quando seus amigos não conseguiram falar com ela por telefone e ela não atendia a porta. Mais tarde, ela foi identificada por seu passaporte.
Sua cabeça foi encontrada no leito do rio perto da ponte Kharadi. Fakir Mohammed Shaikh, um agente imobiliário de 27 anos, foi preso sete horas depois que o corpo decapitado de Corvinus foi encontrado. Ele foi considerado culpado de seu assassinato e condenado à prisão perpétua e uma multa de 11 000 rupia indiana. Ele também foi considerado culpado de destruição de provas e roubo, com uma sentença de sete anos e três anos de trabalho forçado, respectivamente. A promotora pública do caso, Neelima Vartak, afirmou que Corvinus foi assassinada por sua propriedade. Posteriormente, Shaikh recebeu uma liberdade condicional de 14 dias para cuidar de sua esposa doente, mas no último dia de liberdade condicional era suspeito de ter fugido com sua esposa e mãe. Apesar de vários avistamentos, ele ainda está foragido e não foi preso.
As cinzas de Corvinus foram espalhadas nos Gates Ocidentais. Gudrun Corvinus tem sido destaque desde sua morte por suas contribuições significativas para a comunidade científica por várias organizações geológicas e arqueológicas.

## Obras publicadas
- 1968. An Acheulian Occupation Floor at Chirki-on-Pravara, India. Current Anthropology, 9(2/3), 216–218. (em inglês)
- 1968. Stratigraphy and Geological Background of an Acheulian Site at Chirki-on-Pravara, India: A Work Report on the Excavation during the Winter Season 1966/67. Anthropos, 63/64(5/6), 921-940. (em inglês)
- 1970. The Acheulian Workshop at Chirki on the Pravara river, Maharashtra. Indian Antiquary, 4(1), 13. (em inglês)
- 1970. On Paleolithic Occupation Floors in India . Current Anthropology, 11(4/5), 483–484. (em inglês)
- 1971. Iravati Karve (1905–1970). Anthropologischer Anzeiger, 33(1), 83–84. (em inglês)
- 1971. Pleistocene Fossil Wood From Chirki-on-Pravara. Current Anthropology, 12(3), 383. (em inglês)
- 1972. Some Observations on the Quaternary of Western Maharashtra (India). (em inglês)
- 1975. Palaeolithic remains at the Hadar in the Afar region. Nature, 256(5517), 468–471. (em inglês)
- 1977. History of the Nile valley. Nature, 266(5605), 799. (em inglês)
- 1981. A Survey of the Pravara River System in Western Maharashtra, India. Volume 1: The Stratigraphy and Geomorphology of the Pravara River System. Tübingen: Verlag Archaeologica Venatoria. ISBN 3-921618-13-4  (em inglês)
- 1983. A Survey of the Pravara River System in Western Maharashtra, India. Volume 2: The Excavations of the Acheulian Site of Chirki-on-Pravara, India. Tübingen: Verlag Archaeologica Venatoria. ISBN 3-921618-14-2ISBN 3-921618-14-2  (em inglês)
- 1985. An Acheulian industry within the raised beach complex of the CDM concession area, S. W. Mrica (Namibia). (em inglês)
- 1987. Patu, a New Stone Age Site of a Jungle Habitat in Nepal. (em inglês)
- 1989. The Patu industry in its environment in the Siwaliks in Eastern Nepal. (em inglês)
- 1989. Magnetostratigraphy of the Neogene Surai Khola Siwaliks m West-Nepal: Preliminary results. (em inglês)
- 1991. A handaxe assemblage from western Nepal. (em inglês)
- 1995. The Satpati handaxe site and the Chabeni uniface site in southern Nepal. (em inglês)
- 2001. Biostratigraphy and geology of the neogene Siwalik group of the Surai Khola and Rato Khola areas in Nepal. Palaeogeography, Palaeoclimatology, Palaeoecology, 165(3), 251–279. (em inglês)
- 2004. Homo erectus in East and Southeast Asia, and the questions of the age of the species and its association with stone artifacts, with special attention to handaxe-like tools. Quaternary International, 117(1), 141–151. (em inglês)
- 2005. Prehistoric Cultures in Nepal from the Early Palaeolithic to the Neolithic and the Quaternary Geology of the Dang-Deokhuri Dun Valleys. (em inglês)